# Sväm
Sväm (även skrivet Svämb) är en by i Ödeshögs kommun i Östergötland.
Under äldre medeltiden var Sväm en egen socken med kyrka som är omskriven 1318. Exakt var kyrkan låg vet man inte.
I Sväm fanns minst två gårdar varav Bosgården ensam var på 35 tunnland medan övriga gårdar tillsammans var på 13 ½ tunnland.
Bosgårdens ägor var skilda från resten av byns ägor och bebyggelsen låg för sig norr om bytomten.
Genom byn gick Västra Holavedsvägen från Östergötland till  Småland.